# Richard Cahill
Richard Cahill là một cầu thủ bóng đá người Anh. Là một outside right, ông thi đấu ở Football League cho chỉ một câu lạc bộ, Blackpool. Ông thi đấu 21 trận ở Giải vô địch cho câu lạc bộ trong mùa giải 1911–12.